# 洪文撫
洪文抚（？—？），洪州建昌（今江西修水）人，祖籍潤州丹陽（今江蘇）。江州助教洪文舉兄。本姓弘，因避宋太祖之父赵弘殷偏讳而改姓洪。

## 生平
曾祖父弘谔，官至唐朝虔州司仓参军。至道三年，創立雷塘书院，招徠學者。宋太宗听说建昌洪氏“以孝悌著称，六世义居，室无异爨”，派内侍带着百轴图书赐给他家。洪文撫派弟弟洪文举至京师上贡土物答谢朝廷。

## 延伸阅读
[在维基数据编辑]
 《宋史·卷456》，出自脱脱《宋史》